# Grady Tate
Grady Bernard Tate (Durham, North Carolina, 14 januari 1932 – New York, 8 oktober 2017) was een Amerikaanse jazzzanger en -drummer in de hardbop en souljazz. Hij speelde in de jaren 60 mee op verschillende klassieke albums van Wes Montgomery en Jimmy Smith, tevens drumde hij tijdens het concert van Simon & Garfunkel in Central Park. Als zanger had hij een opvallende bariton-stem.

## Biografie
Tate zong al op zijn vierde en maakte indruk tijdens enkele concerten. Toen hij de baard in de keel kreeg, gaf hij het zingen op. Hij ging zich richten op de drums, hij was hierop een autodidact. Tijdens zijn diensttijd ging hij toch ook weer zingen. Van 1955 tot 1959 studeerde hij aan North Carolina Central University (Britse literatuur en psychologie). Hij gaf Engels en spraakles in Washington D.C., waar hij tevens met Wild Bill Davis speelde. Vanaf 1963 studeerde Tate aan de American Academy of Dramatic Arts in New York. Hij werd drummer bij Quincy Jones en begeleidde zangeressen als Peggy Lee. Norman Granz en Creed Taylor deden voor hun producties op hem graag een beroep. Hij nam op met Jimmy Smith, Lionel Hampton, Stan Getz, Pearl Bailey, Tony Bennett, Ella Fitzgerald, Aretha Franklin, Lena Horne, Della Reese, Sarah Vaughan, Michel Legrand, Lalo Schifrin, Duke Ellington, Count Basie, Wes Montgomery, Bill Evans, Oscar Peterson, Charles Aznavour en André Previn. Gary McFarland nam vanaf 1968 meerdere albums met Tate op, waarop de drummer als zanger te horen is.
Tate behoort naast Billy Higgins, Steve Gadd en Peter Erskine tot de meest opgenomen drummers. Het aantal platen waarop hij te horen is komt in de buurt van 700. Toch werd hij nooit bekend bij een groter publiek, onder meer omdat hij overwegend als studiomuzikant werkte. Bij zijn collega's genoot hij een hoog aanzien. Bij kenners is zijn werk herkenbaar door zijn werk op de snare drum.
In 1973 en 1979 werd de bariton voor een Grammy genomineerd als Best Male Pop Vocalist. Vanaf 1989 gaf hij les aan Howard University.
Tate overleed in Manhattan, New York, aan de gevolgen van alzheimer.

## Albums onder eigen naam (als zanger)
- Windmills of My Mind 1968
- Feeling Life 1969
- After The Long Drive Home 1969
- She Is My Lady 1972
- Movin' Day 1974
- By Special Request 1974
- Master Grady Tate 1977
- TNT 1991
- Feeling Free 1999 (Pow Wow Records)
- All Love 2002
- From the Heart: Songs Sung Live at the Blue Note 2006

## Albums alssideman(selectie)
- 1962: Wild Bill Davis: One More Time
- 1964: Jimmy Smith: The Cat
- 1964: Wes Montgomery: Movin' Wes
- 1964: Kenny Burrell: Guitar Forms
- 1964: Oliver Nelson: More Blues and the Abstract Truth
- 1965: Stanley Turrentine: Joyride
- 1965: Gábor Szabó: Gypsy '66
- 1966: Lou Donaldson: At His Best (Cadet)
- 1966: Jimmy Smith/Wes Montgomery: The Dynamic Duo
- 1966: Shirley Scott: Roll 'em
- 1967: Duke Pearson: The Right Touch
- 1967: Jerome Richardson: Groove Merchant
- 1967: Stan Getz: Sweet Rain
- 1967: Rahsaan Roland Kirk: Now Please Don’t You Cry, Beautiful Edith
- 1973: Michel Legrand: Recorded Live at Jimmy’s
- 1973: Roberta Flack: Killing Me Softly
- 1975: Zoot Sims: Zoot Sims and the Gershwin Brothers
- 1976: Peter Herbolzheimer: Jazz Gala
- 1976: Jiggs Whigham Hope (met Ferdinand Povel, Rob Franken, Niels-Henning Ørsted Pedersen)
- 1978: Ray Bryant: All Blues
- 1978: New York Jazz Quartet: Blues For Sarka
- 1978: Oscar Peterson: The Silent Partner
- 1982: Simon & Garfunkel: The Concert in Central Park
- 1985: Ray Brown: Don’t Forget the Blues
- 1985: The Manhattan Transfer: Vocalese
- 1991: Miles Davis: Miles & Quincy Live at Montreux
- 1992: Lalo Schifrin: Jazz Meets the Symphony
- 1997: Dee Dee Bridgewater: Dear Ella